# Михайлівка (Корюківський район)
Миха́йлівка — село в Україні, у Сновській міській громаді Корюківського району Чернігівської області. Населення становить 69 осіб (станом на 01.01.2023 р.). До 2016 орган місцевого самоврядування — Сновська міська рада.

## Географія
У селі річка Бречиця впадає у Бреч, ліву притоку Снові.

## Населення

### Мова
Розподіл населення за рідною мовою за даними перепису 2001 року:
| Мова       | Кількість | Відсоток |
| ---------- | --------- | -------- |
| українська | 158       | 98.14%   |
| російська  | 3         | 1.86%    |
| Усього     | 161       | 100%     |

## Історія
- ПЕРІОД КОЗАЧЧИНИ. ВИНИКНЕННЯ СЕЛА

Михайлівка за польського правління нараховувала 5 хат теслярів, які нікому не належали. Потім при гетьмані Івані Самійловичу, Іван Скоропадський, будучи в Чернігові полковим писарем (1680 р.), придбав на річці Бреч млина і продав своєму братові Василю Скоропадському. Останній на греблі «поселив» слобідку і затвердив універсалом гетьмана Івана Мазепи на вічне володіння (близько 1688 р.) та на честь свого сина [Архівовано 25 листопада 2018 у Wayback Machine.], який згодом народився, назвав село його ім'ям — Михайлівка. Василь Скоропадський володів Михайлівкою років п'ятдесят.
У 1730 р. у Михайлівці було 43 двори бунчукового товариша Михайла Васильовича Скоропадського Михайла Скоропадського [Архівовано 25 листопада 2018 у Wayback Machine.].
- У СКЛАДІ РОСІЙСЬКОЇ ІМПЕРІЇ

У 1770-1780-х рр. селом володіли його діти: генеральний осавул Глухівського періоду в історії України Іван мав житловий двір і 6 дворів служителів та шинок, а також 18 дворів посполитих та 1 ратушних служителів, майор Яків [Архівовано 11 жовтня 2018 у Wayback Machine.], капітан Петро [Архівовано 31 жовтня 2018 у Wayback Machine.] Михайловичі Скоропадські. Село з 25 хат розташовувалось на рівному місці. На річці Бреч — гребля із трьома млинами. Будинок Скоропадських нараховував 9 кімнат. В селі виробляли посуд, яким торгували в Синявці та Березному. Тут же торгували дровами.
У 1866 р. село Михайлівка було володінням бунчукового товариша Івана Михайловича Скоропадського. На той час в селі, яке налічувало 23 двори, діяла церква Зішестя Святого Духу, функціонували водяний млин, сукновальня та скляний завод.
- ГОЛОД 1932-1933 років

Село Михайлівка належить до населених пунктів, які постраждали від Голодомору 1932-1933 років. В архіві Чернігівської області (Списки загиблих, Ф. 9030, оп. 2, спр. 24; свідчення очевидців, Ф. 9030, оп. 1, спр. 148) міститься інформація про тих жителів села, які померли в той час через виснаження внаслідок недоїдання:
1. Березовська [...], 65, голод
2. Данильченко Данило [...], 1933 р., голод
3. Кузьменко Сергій Олексан6 дрович, 13 р., утриманець, 1933 р., голод
4. Ніколаєнко Родіон [...], 50 р., 1933 р., голод
5. Ніколаєнко Юхимія [...], 70 р.
6. Павленко Володимир Аврамович, 5р., утриманець, 1933 р., голод
7. Павленко Тимофій [...], 1933 р., голод
8. Ушата [...], 65 р., голод
9. Щербак Наталія [...]

## Адміністративно-територіальна приналежність
В адміністративно-територіальному відношенні наприкінці ХІХ ст. ст. село Михайлівка належало до Охрамієвської волості Сосницького повіту Чернігівської губернії.
12 червня 2020 року, відповідно до розпорядження Кабінету Міністрів України № 730-р «Про визначення адміністративних центрів та затвердження територій територіальних громад Чернігівської області», увійшло до складу Сновської міської громади.
19 липня 2020 року, в результаті адміністративно-територіальної реформи та ліквідації Сновського району, село увійшло до складу Корюківського району.

## Зв'язок
Код села 4654 (Стаціонарні телефони відсутні зовсім. Мобільний зв'язок не стабільний скоріше за все через те, що практично з усіх сторін село оточене лісами. Найуживанішими є мобільні оператори Київстар та МТС)